# 塩辛
| 項目                                | 分量(g) |
| ----------------------------------- | ------- |
| 脂肪総量                            | 3.4     |
| 脂肪酸総量                          | 2.6     |
| 飽和脂肪酸                          | 0.74    |
| 一価不飽和脂肪酸                    | 0.57    |
| 多価不飽和脂肪酸                    | 1.2     |
| 18:2(n-3)リノール酸                 | 0.036   |
| 18:3(n-3)α-リノレン酸               | 0.028   |
| 20:4(n-3)アラキドン酸               | 0.039   |
| 20:5(n-3)エイコサペンタエン酸 (EPA) | 0.026   |
| 22:6(n-3)ドコサヘキサエン酸 (DHA)   | 0.69    |

塩辛（しおから）は、魚介類の身や内臓などを加熱すること無く塩漬けにし、素材自体の持つ酵素及び微生物によって発酵させ、高濃度の食塩により保存性を高めた発酵食品である。食味改善や保存性向上の目的で副材料（発酵を促進するために麹、保存性を高める為に日本酒、脂肪の酸腐を抑制するために唐辛子）を加える例もある。塩辛を単独で副食食材とすることもあるが、調味料としての役割も多い。
類似のものに、獣肉や鳥肉を原料とした肉醤（）、魚を原料とした魚醤（）がある。製造技術的には魚醤との差は非常に少なく区別をすることは難しい。
今田 (2003) らによる調査では、明治から昭和初期の伝統的な製法では材料3に対し食塩1（食塩濃度約23 %相当）を加えるものが多かったとしているが経験により季節・魚の鮮度・大きさなどで微調整され、地域や素材（魚種）により塩分量はバラバラである。また、総じて麹を添加する場合の塩分量は少ないと報告している。更に脱水・脱脂・魚臭抑制などを目的として予め1〜2日塩漬けの前工程を設ける事もある。

## 分類
伝統製法の塩辛と簡易製法の塩辛は区別される。
- 伝統製法 - 塩辛。常温での流通が可能。
- 簡易製法 - 低塩分塩辛。生産から流通全ての工程で一貫した温度の管理（10℃以下）が必要[9]。「要冷蔵」表示が必要である[10]。

## 歴史
694年から710年の間に奈良県の藤原京跡から、地方より税としておくられた品物につけた木製の荷札である多数の木簡が発掘されている。その一つにフナの塩辛を意味する「鮒醢」と書かれたものがあり、これが日本における塩辛の文献的初出である。平安時代末期には『今昔物語』に今日使われる「塩辛」との文字が現れる。しかし、江戸時代以降の塩辛と同じものと確認できないことと、時代的に孤立していることから、初出は『日葡辞書』とされる事がある。16世紀から記録が確認できる『なし物』との併用がしばらく続いた後、江戸中期後半以降に塩辛という名称で定着した。文献には、やや訛った『しょうから』（鳥取市）や、『しょから』（志摩市）の事例が掲載されている。なお、沖縄県では、塩で辛くするという意味から「〜ガラス（辛す）」という独自の方言で呼ばれている。

## 塩辛の種類
使用される部位と材料の例、
- 全体 - イカ、エビ、アミ、シオマネキ、イワシ、カタクチイワシ、アイゴの幼魚
- 魚肉のみ - ニシン、イワシ、ケンサキイカ
- 内臓のみ - サケ、アワビ、アユ、カツオ、イワシ
- 生殖巣 - ウニ、アユの卵巣

### 日本
現代の日本で一般的に塩辛というとイカの塩辛を指すがイカ以外にも様々な魚介類を原料としている。

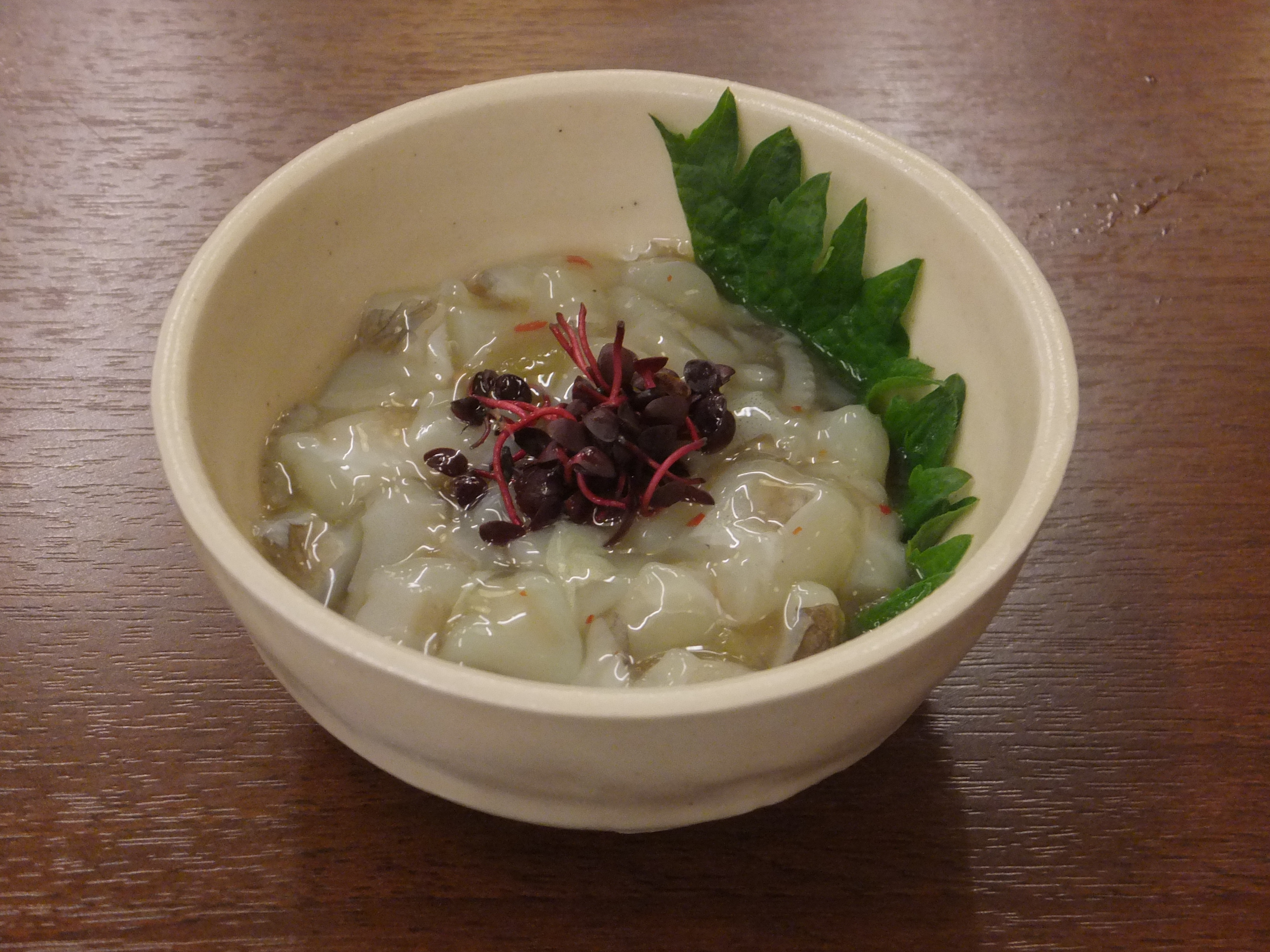
たこわさび

- イカの塩辛 - イカの身の細切りに、内臓、塩を和えて造る。詳細は後述。
- タコの塩辛 - イカの塩辛と同様に作られる。ワサビと共に漬けたものは、たこわさび（たこわさ）という。ミズダコやヤナギダコの卵の塩辛など、各種が存在する。
- エビの塩辛 - ホッコクアカエビ・甘エビなどのエビを漬けたもの。
- アミの塩辛 - アキアミ、イサザアミ、ツノナシオキアミなどを丸ごと塩蔵したもの。詳細は後述。
- 切り込み - サケやニシンを刻み、糀や塩、唐辛子と共に漬け込んだもの。北海道に伝わる。
- がん漬 - シオマネキ、ヤマトオサガニ、アリアケガニなど、干潟に産する小型のカニを潰し塩辛にする。
- カツオの塩辛 - 高知県の酒盗（）、沖縄県のワタガラスなど。
- ひしこ（鯤） - イワシ
- スクガラス - アイゴの稚魚を塩蔵したもの。沖縄の名物。
- うるか（鮎うるか） - 鮎の内臓や身
- 鯛の塩辛 - タイの腸、卵、白子
- めふん - 鮭の腎臓の塩辛。北海道の伝統食品。
- たらこの塩辛 - タラの魚卵を発酵するまで塩蔵したもの。
- このわた - ナマコの内臓。
- ホヤの塩辛 - ホヤの全体を漬けた物。
- 莫久来（） - 海鼠腸（）とホヤの塩辛を混ぜたもの。
- エタリの塩辛 - 長崎県雲仙市の郷土料理。エタリとはカタクチイワシの意。

その他 - マグロ、サバ、シラウオ、カキ、サザエ、シャコガイ、トコブシ、ホタテのヒモなど、多種ある。

### 朝鮮半島
朝鮮ではチョッカルまたはチョッと称し、キムチを漬ける際の調味料として欠かせないものである。もちろん、そのまま食卓にも並ぶ。以下に代表的な例を挙げる。
- セウジョッ（새우젓）- 小エビの塩辛。キムチ、豚肉料理に使われる。
- ミョルチジョッ（멸치젓）- カタクチイワシの塩辛。
- チャリヂョッ（자리젓）- スズメダイの塩辛。
- チョギヂョッ（조기젓）- イシモチの塩辛。
- カルチジョッ（갈치젓）- タチウオの塩辛。キムチを漬けるときに使われる。
- ソンゲジョッ（성게젓）- ウニの塩辛。済州島でクサルと呼ぶウニを使用して作る。
- チャンナンジョッ（창난젓）- タラの胃袋の塩辛。日本ではチャンジャとも呼ばれる。
- チョゲジョッ（조개젓）- 貝（主にアサリ）の塩辛。
- エッチョッ（액젓）- チョッカルの上澄み液
- ミョンナンジョッ（명란젓）- たらこを原料とする
- オリグルジョッ（어리굴젓）- カキを原料とする
- オジンオジョッ（오징어젓）- イカを原料とする
- アガミジョッ（아가미젓）- たらのえらを原料とする
- コルトゥギジョッ（꼴뚜기젓）- ベイカ（小型のイカ）を原料とする
- ジョンボックジョッ（전복젓）- アワビを原料とする

近年はキムチ塩辛なども販売されている。

### 東南アジア
魚醤と同様の製造過程のオキアミやエビを発酵させたペーストまたは固形の調味料が東南アジアで使用される。それらは、日本のアミの塩辛とは異なり、原形がない。

## イカの塩辛

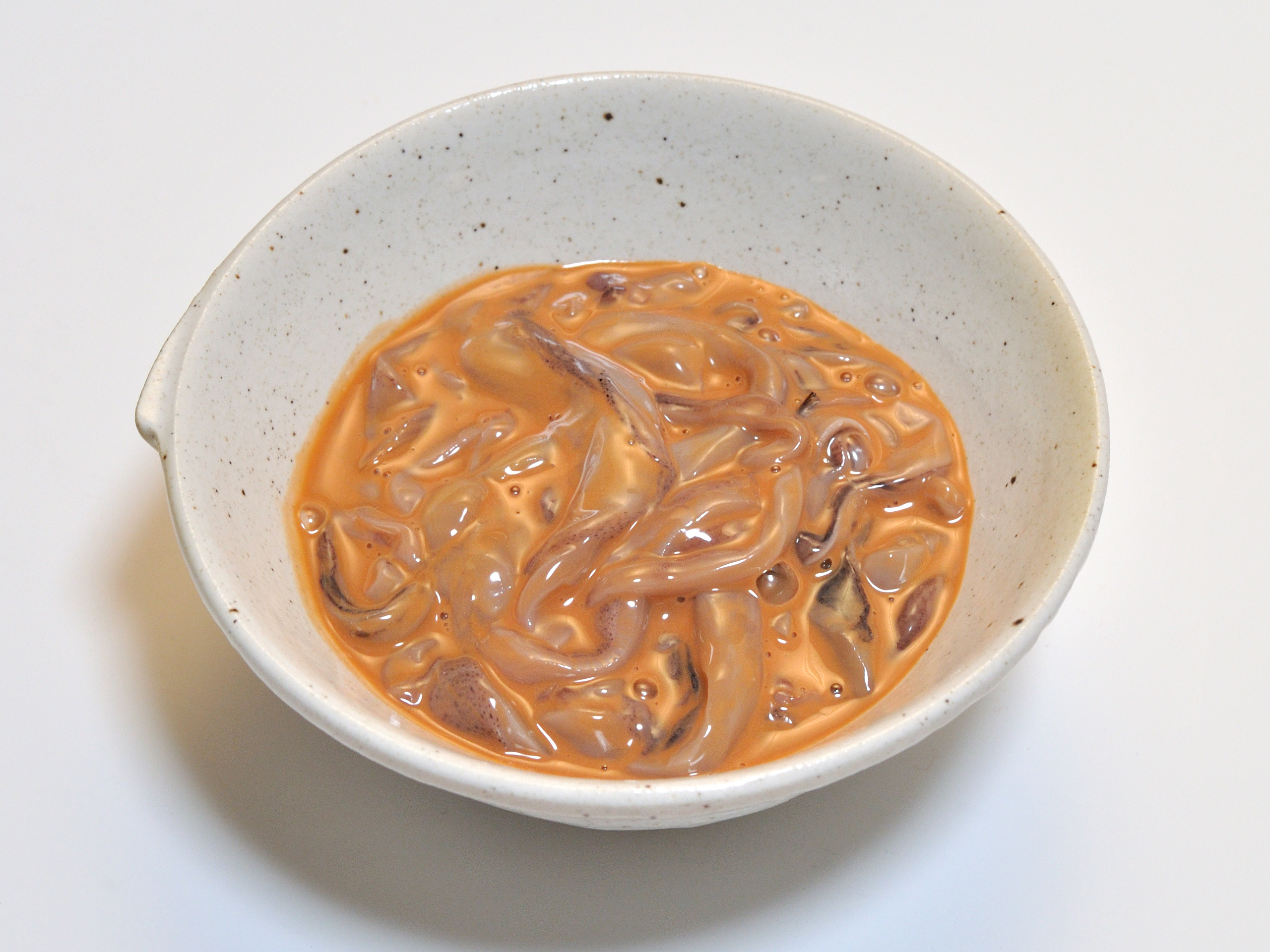
イカの塩辛

細切りにしたイカにその肝臓と食塩を加えて時折攪拌しながら漬け込んだ発酵食品である。原料はスルメイカを使うことが多い。
伝統的なイカの塩辛は、大きく分けて以下の3種類に分類できる。
- 白作り - 皮を剥いだイカ肉(と地域により肝)に塩を加えて発酵させたもの。肝なしだと見た目は刺身に近い。白い。
- 赤作り - 皮がついたままのイカ肉と肝（内臓：中腸腺）、塩を加えて発酵させたもの。仕上がりは赤茶色。
- 黒作り - イカ肉にイカスミ、塩を加えて発酵させたもの。仕上がりは黒い。

簡易製法では、イカ肉と内臓を別々に塩蔵しある程度熟成（3日程度）したところでイカ肉と内臓を混ぜる。肝臓の添加量は3〜10%程度。
イカの塩辛の発酵は耐塩性乳酸菌など複数の細菌による働きに加え、内臓（おもにイカゴロと呼ばれる中腸腺）に含まれる消化酵素によって自己消化が起こり、アミノ酸が生成する働きも重要な役割を果たしている。
塩分が高めで仕込期間が長い伝統的塩辛に対し、現代では低塩化が嗜好され仕込期間が短い低塩分塩辛が製造されるようになったが、後者はあえもの風の食品とされる。塩分は伝統的な製法の場合8-15 %程度、低塩製品は4-8 %であるが、低塩製品では食品衛生上の問題を生じやすくなる。なお、瓶詰めの塩辛として広く流通している桃屋の製品の場合、伝統製法同様に17%の高い塩分濃度となっている。そのため、保存料を使用せずとも未開栓状態では常温保存が可能となっている。

## アミの塩辛

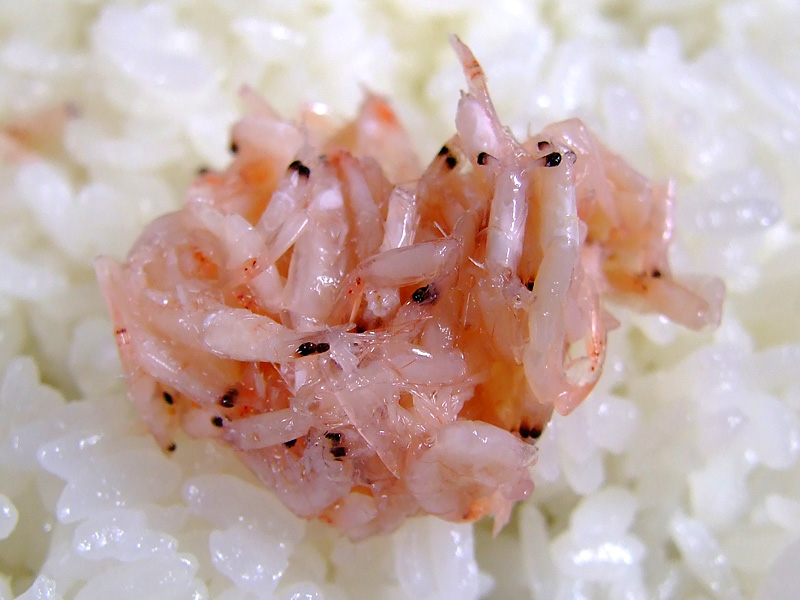
アミの塩辛

アミの塩辛は、東アジア各地（日本の有明海沿岸、韓国、中国、香港の長洲島、マカオなど）で作られ調味料として使用される。ここで多用されるのはアキアミやその近縁種だが、これらは厳密にはアミではなくエビの仲間である。イサザアミ（アミ目）やツノナシオキアミ（オキアミ目、別名イサダ）などの塩辛も存在するが、アキアミほど流通していない。
韓国ではセウジョッ（새우젓）といい、キムチを漬ける際に、発酵を促進し、アミノ酸のうま味を加える目的で使われる。
香港のものは「蝦醤」（）といい、野菜の炒め物やスープの調味に使われる。中国浙江省寧波では、ゆでた里芋につけて食べる。
フィリピンではバゴーンといい、料理の調味に使われる。特にカレカレの調味には欠かせないとされる。

## 食べ方
居酒屋などではそのまま、あるいは大根おろしなどと合わせ酒肴として出す店が多い。家庭では、ご飯にのせて食べたり、茶漬けにする例がある。蛋白質が分解されてアミノ酸を生じ、旨みを含むことから、鍋料理などの隠し味として加える例もある。北海道では蒸かしたジャガイモにイカの塩辛を乗せて食べることもある。